# سوزانا هيرون
سوزانا هيرون (بالإنجليزية: Susanna Heron)‏ هي رسامة بريطانية، ولدت في 1949 في ولوين جاردن سيتي في المملكة المتحدة.